# Žaluji…!

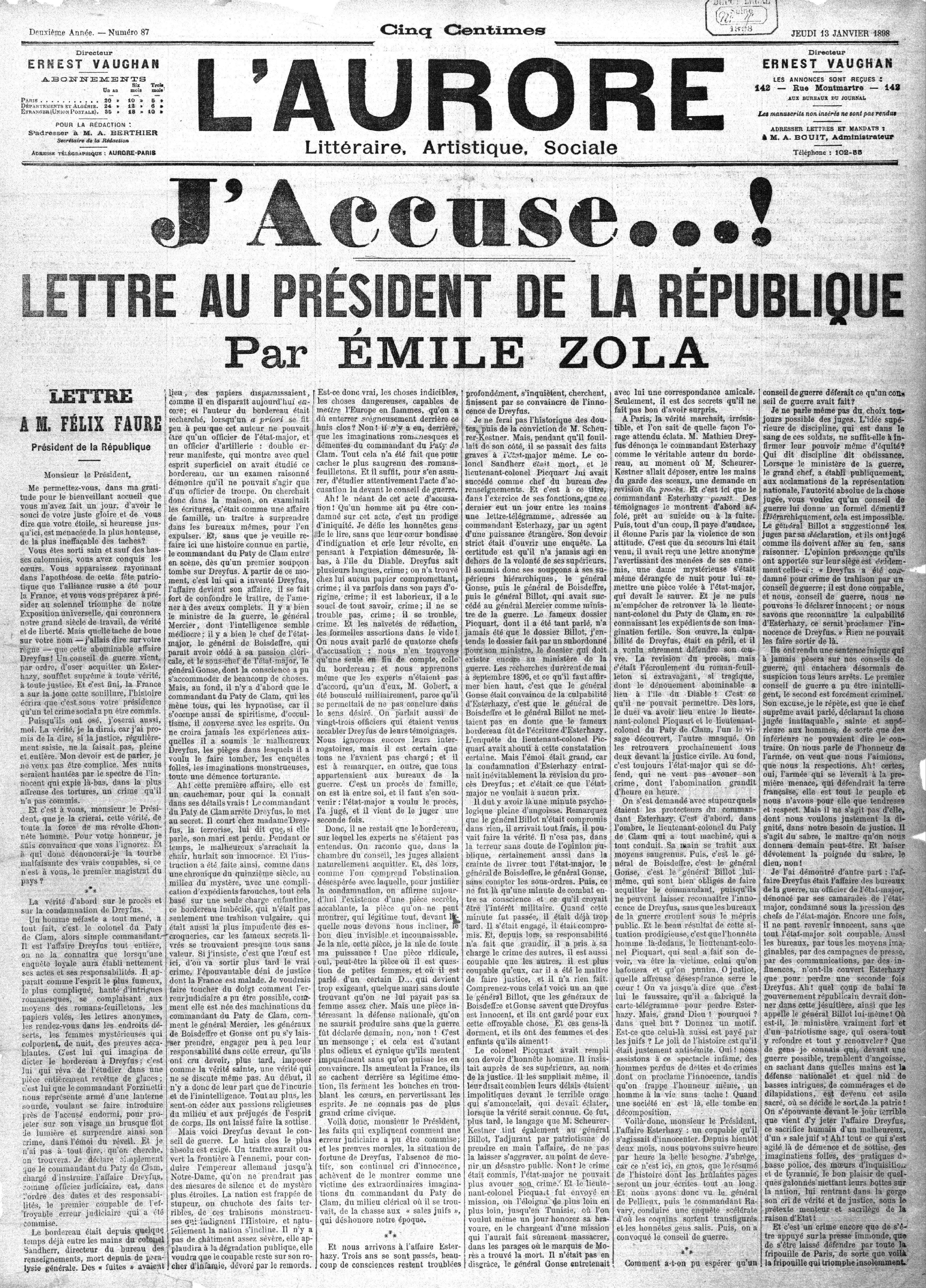
Noviny se Zolovým článkem

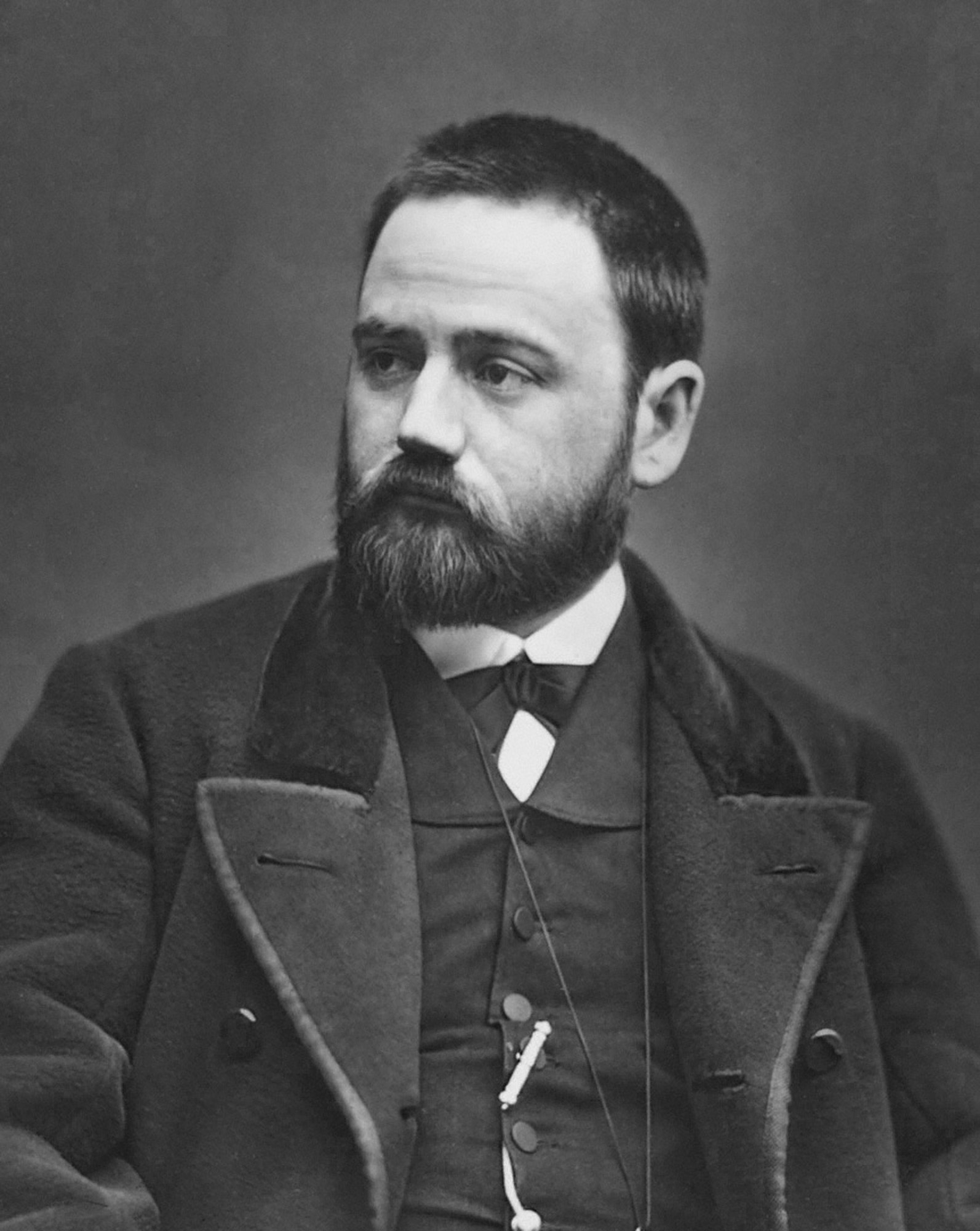
Émile Zola

Žaluji…!, ve francouzském originále J'Accuse…!, je otevřený dopis francouzskému prezidentu Félixi Fauremu, který napsal spisovatel Émile Zola a publikoval 13. ledna 1898 v liberálně-socialistických novinách L'Aurore, jejichž vydavatelem byl Georges Clemenceau. Dopis pojednával o Dreyfusově aféře. Zola v dopise obvinil vládu z antisemitismu a nezákonného uvěznění důstojníka generálního štábu francouzské armády Alfreda Dreyfuse, který byl odsouzen k doživotním nuceným pracím za špionáž. Zola poukázal na nedostatek seriózních důkazů a vyslovil i podezření o skutečném pachateli. Dopis byl otištěn na titulní straně novin a vyvolal rozruch ve Francii i v zahraničí. V důsledku popularity dopisu se slovo J'accuse! nebo Žaluji! stalo běžným vyjádřením rozhořčení a obviněním někoho mocného. V češtině spíše v překladu, v mnoha zemích ale i v původním francouzském znění. Použili ho například novináři Joseph a Stewart Alsopovi v časopisu Harper's Magazine při obhajobě Roberta Oppenheimera, když byl v roce 1954 označen za bezpečnostní riziko, a mnozí jiní. Zolův článek je jedním z nejslavnějších v dějinách žurnalistiky a bývá uváděn jako důkaz vlivu tisku.
Zola v dopise tvrdí, že Dreyfusova nevina může být snadno vyvozena z okolností: "To jsou, pane, fakta, která vysvětlují, jak došlo k tomuto justičnímu zločinu; Důkazy o Dreyfusově charakteru, jeho blahobytu, nedostatku motivů a jeho neustálém ujišťování o nevině ukazují, že je obětí bujné fantazie majora du Paty de Clam, náboženských kruhů, které ho obklopují, a posedlosti 'špinavým Židem', která je metlou naší doby." Dále Zola přímo pojmenovává muže, který za špionáži skutečně stojí: Ferdinanda Walsina-Esterházyho. Zola uvádí, že mnoho vlivných lidí ve vládě zná jeho vinu, ale protože by jeho obvinění diskreditovalo prakticky celý generální štáb, byl vybrán náhradní obětní beránek Dreyfus. Na konci svého dopisu Zola přímo obviňuje generála Billota, že držel v rukou absolutní důkaz o Dreyfusově nevině a zapřel ho. Obviňuje generála de Boisdeffre i generála Gonse z náboženských předsudků vůči Dreyfusovi. Obviňuje i tři písmoznalce v procesu s Dreyfusem z předkládání falešných zpráv. Zola napsal dopis záměrně tak, aby musel být žalován, neboť věřil, že u soudu zastánci Dreyfusovy neviny budou moci předložit své důkazy a argumenty. Zola byl skutečně stíhán za urážku na cti a 23. února 1898 byl soudem shledán vinným. Byl odsouzen k ročnímu vězení a pokutě 3000 franků. Aby se vyhnul uvěznění, uprchl do Anglie. Vrátil se domů v červnu 1899, po pádu Faureho kabinetu. Dreyfusův proces byl obnoven, Zolovy argumenty v zásadě potvrdil, nicméně Dreyfus nebyl osvobozen, jen mu byl snížen trest na 10 let. Zola zemřel za čtyři roky od napsání dopisu při nehodě, která se roku 1953 ukázala být vraždou. Měl ji ucpáním Zolova komína spáchat antisemita Henri Buronfosse a motivem mu měla být pomsta za napsání slavného otevřeného dopisu a rozpoutání Dreyfusovy aféry.